# Ава-кануэйро
Ава-кануэйро (Abá, Avá, Avá-Canoeiro, Awana, Canoa, Canoe, Canoeiros) — почти исчезнувший незначительный язык группы тупи-гуарани, на котором говорят в общине Терра-Инджижена-Ава-Конуэйро штата Гояс; на острове Бананал и в долине реки Верхняя Токантинс штата Токантинс в Бразилии. Этнические группы в штатах Гояс и Токантинс говорят на различных диалектах, и жили напротив друг друга на протяжении 100 лет.